# Sungské vojenství

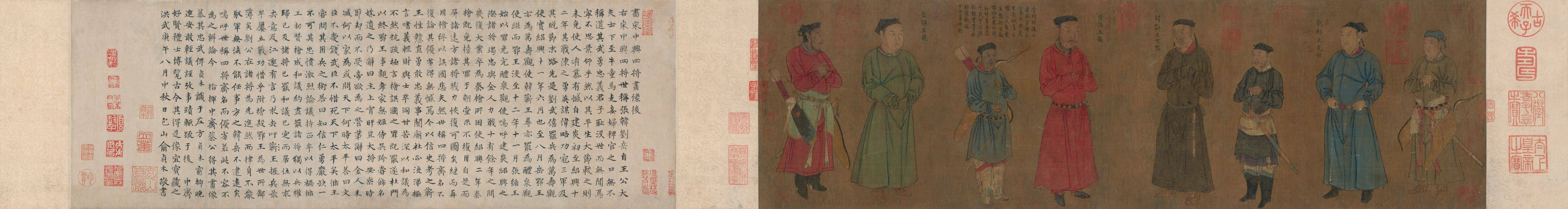
Čtyři generálové Čung-singu se čtyřmi pomocníky, obraz Liou Sung-niena (1174–1224). Druhý zleva stojí slavný sungský generál Jüe Fej.

Vojenství čínské říše Sung bylo významným faktorem státní moci. Síla armády vzrostla z necelých 400 tisíc mužů v počátcích sungské říše na více než milión, po vítězných taženích během sjednocování Číny v 10. století efektivnost armády přes značný početní stav klesla a ve 20. letech 11. století sungský stát ztratil severní Čínu, kterou dobyla říše Ťin. V následných reformách se zrodila úspěšnější armáda, která s pomocí silného loďstva a nových technologií, zejména střelného prachu, ubránila jižní Čínu před ťinskými útoky. Ve válce s mongolskou říší vedené v letech 1235–1279 sungská armáda podlehla a Čína byla dobyta Mongoly.

## Wuawen, násilí a kultura
V sungské říši byl pro muže bez formálního vzdělání vstup do armády nejrychlejší cestou k moci a do vyšších vrstev společnosti. Měl-li muž za sebou úspěšnou kariéru v armádě a mohl-li se pochlubit vítězstvími v bitvách, měl jistou cestu k úspěchu v politice. Vzdělaní úředníci vybíraní prostřednictvím úřednických zkoušek přišli většinou z prominentních rodin a mohli se při kariérním postupu a získávání společenského postavení spolehnout na rodové příbuzenské sítě. Řada sungských důstojníků neměla tuto výhodu a jejich postavení ve společnosti záviselo na pozici ve vojenské hierarchii a vojenské síle jejich jednotek. Mnoho dvorských eunuchů, jako Tchung Kuan (1054–1126), se ochotně přihlásilo mezi důstojníky centrální armády, protože to byl způsob posílení postavení u dvora.
Obyčejní vojáci byli verbováni nebo odváděni z venkova, mezi vojáky byli zařazováni také zajatí bandité a žoldáci. Vojáci neměli oficiální status v konfuciánské hierarchii, protože nepatřili do jednoho z čtyř povolání; učení úředníci jen neochotně uznávali hodnotu těch, jejichž život se točil kolem necivilizovaných praktik wu (násilí). I když vojenské zkoušky, hodnosti a místa byla paralelní k civilním, vzdělaní úředníci a džentry přesto vnímali vojenský život jako něco podřadného a nekultivovaného. Přes toto pohrdání a váhu morálních argumentů proti násilí, úředníci často veleli armádám a ovládali vojenskou sílu. Přesto úředníci nebyli na vrcholu vojenské nebo dokonce civilní moci; na vrcholu společnosti stál císař. Císařovo používání násilí bylo viděno jako nezbytné při snaze udržet na uzdě rebelující elementy společnosti a ovládnout násilné a nekultivované národy vnitřní Asie, kteří by pak měli být podrobeni a transformováni nadřazeným principem wen, čínskou kulturou a civilizací.

## Početnost, ztráta severu a reformy
Roku 960, při vzniku státu, měla sungská armáda 378 000 evidovaných vojáků. Počátkem 11. století její velikost vzrostla na 900 000 mužů; růst pokračoval zvýšením na milión do roku 1022, a více než 1 250 000 do roku 1041. Vydržování armády této velikosti spotřebovalo tři čtvrtiny celkového ročního příjmu státu. Ve snaze o snížení vojenských výdajů roku 1069 kancléř Wang An-š' zavedl místní milice jako podpůrné jednotky. Roku 1073 Wang An-š' založil nový úřad ústřední státní správy nazvaný Úřad pro zbraně, který dohlížel na manufaktury vyrábějící zbraně a zodpovídal za kontrolu jejich kvality.

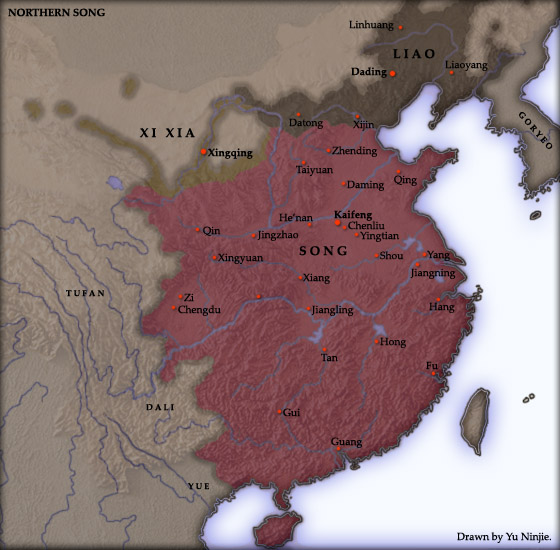
Čína před rokem 1125:
říše Severní Sung
říše Liao
říše Si Sia

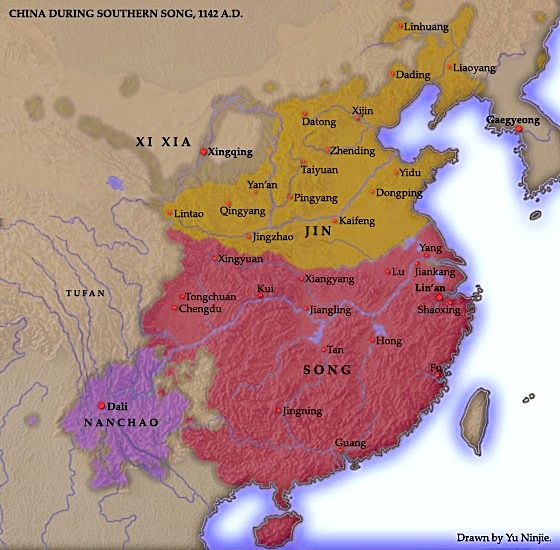
Čína roku 1142:
říše Jižní Sung
říše Ťin
říše Si Sia
říše Nan-čao

Navzdory velikosti armády a prospěšným reformám byli vysoce postavení velitelé sungských ozbrojených sil rozsáhle zkorumpovaní. Na počátku 12. století sungští generálové disponovali finančními prostředky určovanými podle jejich hlášení o velikosti podřízených jednotek; namísto použití ve prospěch vojska využívali obdržené finanční prostředky pro své osobní potřeby. Vojáci stálé armády kvůli tomu dostávali velmi malé platy a navíc byli nuceni k podřadné práci. Učení úředníci ve vládě obvykle věnovali jen malou pozornost neutěšené situaci vojáků a dokonce i požadavkům důstojníků, protože oboje viděli jako součást nižších vrstev společnosti. Americký historik Fairbank výsledek zhodnotil slovy: „civilní nadvláda proměnila armádu v nedílnou součást státní správy, avšak stát činila vojensky slabým“.
Korupce vrchního velení a neefektivnost armády vyšla najevo, jakmile se sungská říše pokusila v alianci s džürčenskou říší Ťin dobýt kitanskou říši Liao. Zatímco Džürčeni úspěšně povstali proti svým kitanským pánům, sungské pokusy o útok na Kitany z jihu dopadly špatně a Liao naopak do roku 1125 pohltila říše Ťin. Džürčeni pozorovali slabost sungské armády a po likvidaci kitanského odporu využili příležitost, ukončili spojenectví a napadli říši Sung. Do roku 1127 džürčenská armáda dobyla sungské hlavní město Pien-ťing (dnešní Kchaj-feng) a zabrala severní Čínu, zatímco zbytky sungského dvora a vlády uprchly na jih do Lin-anu (dnes Chang-čou). Porážka, ztráta severní části říše a ústup na jih byly rozhodující ranou pro sungské vojenské elity, dosud úzce spjaté s politickou strukturu. Po roce 1127 se odcizily císařům a vládě.
Ztráta severní Číny přiměla sungskou vládu k drastickým a trvalým vojenským reformám. Císař Kao-cung, zoufale se snažící doplnit zdecimovanou centrální armádu, povolával muže z celé země. To se dělo i dříve, ale ne v takovém rozsahu. Nejzkušenější vojáci se stali císařskými gardisty, zatímco jednotky centrální armády byly složeny z vojáků ze všech regionů a společenských vrstev. Říše Jižní Song nakonec obnovila svou vojenskou sílu pod vedením loajálních a vychvalovaných velitelů, jako byl Jüe Fej (1103–1142), který úspěšně bránil hranici na řece Chuaj. Nakonec roku 1141 Sungové podepsali s říší Ťin mírovou smlouvu.
Roku 1131 čínský spisovatel Čang I poukázal na důležitost námořnictva v boji s ťinskou invazí; napsal, že Čína musí považovat moře a řeky za své Velké zdi a má používat válečné lodě jako největší strážní věže. Ačkoli historie čínského námořnictva sahá až do období jar a podzimů (722–481 př. n. l.), první stálé čínské námořní síly založili Jižní Sungové roku 1132. Džürčeni zahájili invazi proti Jižním Sungům podél řeky Jang-c', která roku 1161 vyústila do dvou klíčových sungských vítězství v bitvách u Cchaj-š’ a u Tchang-tao. Ťinské námořnictvo bylo poraženo sungským stálým námořnictvem, které využívalo trebuchety vrhající na nepřítele bomby plněné střelným prachem.

## Organizace, vybavení a postupy

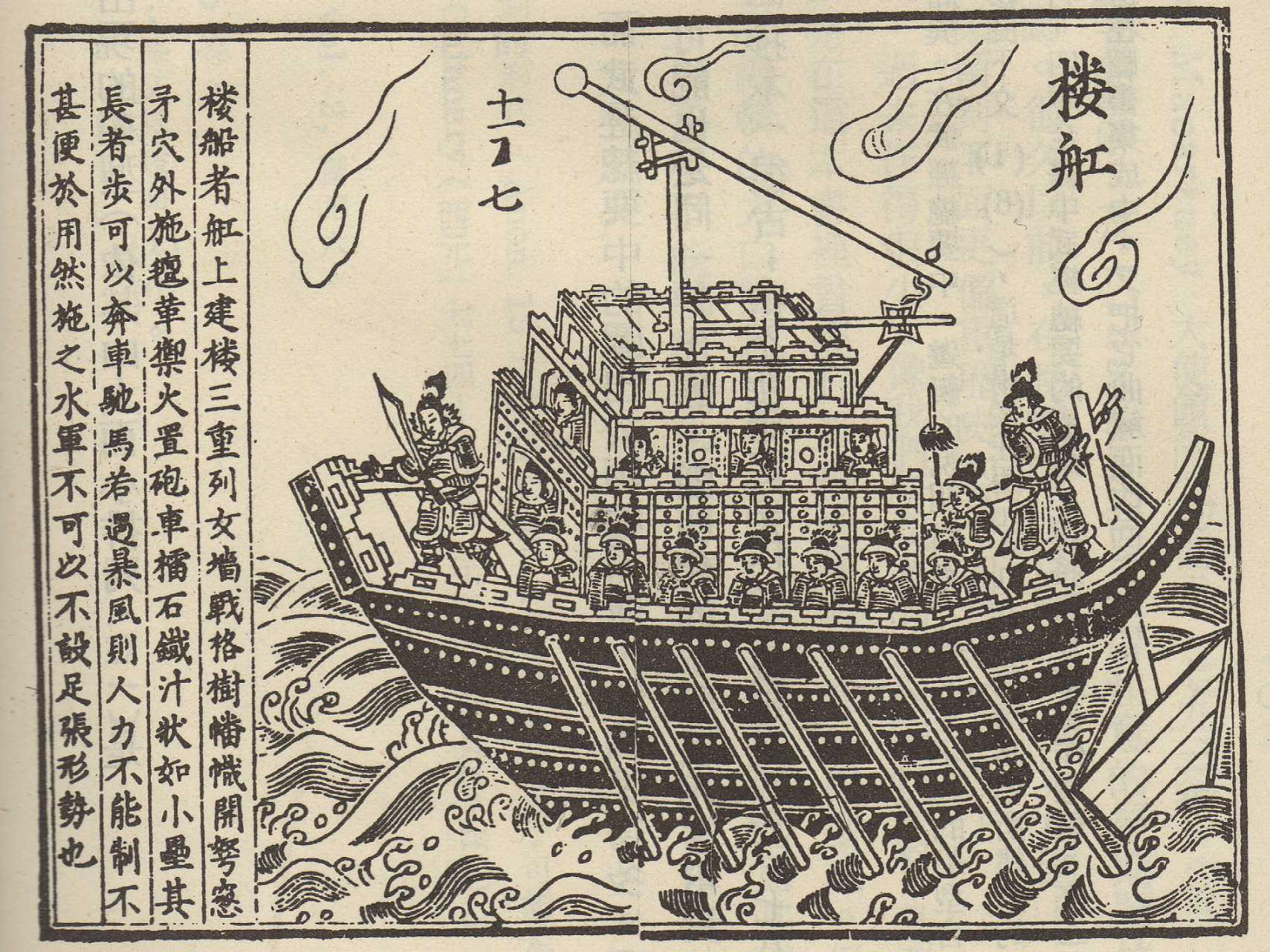
Sungská říční vojenská loď s trebuchetem na palubě. Ilustrace z traktátu Wu-ťing cung-jao, 1044.

V sungské armádě byla pěchota organizována do čet po 50 mužích, dvě čety tvořily rotu, vyšší jednotkou byl prapor s 500 muži. V období Severní Sung byla polovina z miliónové armády umístěna v Pien-ťingu a okolí. Ostatní vojáci byli rozptýleni podél hranic a u velkých měst, přičemž době míru zajišťovali místní bezpečnost. Ačkoli se v armádě hojně vyskytovala korupce a civilní úředníci ji vesměs ignorovali, přesto byla významným zdrojem síly říše. Během sungské éry byly vojenský výcvik i taktika a strategie studovány jako věda; elitní vojáci měli přiděleny různé úkoly v závislosti na jejich dovednostech v ovládání zbraní a fyzických schopnostech. Ve výcviku byli vojáci a důstojníci připravování k následování pokynů velení – vlajkové signály vyzývaly k útoku, zvony a bubny ohlašovaly ústup.
Sungští kušníci byli soustředěni v samostatných oddílech oddělených od běžné pěchoty na rozdíl od pěchoty, podle pojednání Wu-ťing cung-jao z roku 1044 bylo masové použití kuší nejúčinnější zbraní proti jezdectvu severních kočovníků. Elitní střelci z kuší byli ceněni jako dálkoví odstřelovači; například v bitvě u Šan-čou roku 1004 takový střelec zastřelil Siao Tcha-lina, generála armády říše Liao. Kuše byly masově vyráběny ve státních zbrojovkách, přičemž se jejich konstrukce s časem zdokonalovala, například od roku 1068 použití dřeva morušovníků a mosazi přineslo zbraně schopné prorazit strom na 140 kroků.
Sungská jízda používala řadu různých zbraní, včetně halaparten, mečů, luků, a ohnivých kopí, využívajících střelný prach k chrlení ohně a šrapnelů. V rámci příprav na válku vládní zbrojnice vyráběly zbraně v obrovských množstvích, každý rok produkovaly desítky milionů šipek a desítky tisíc dílů zbrojí. Je známo šestnáct druhů katapultů sungského období, navržených v mnoha různým velikostech a vyžadujících obsluhu od desítek do několika set mužů.

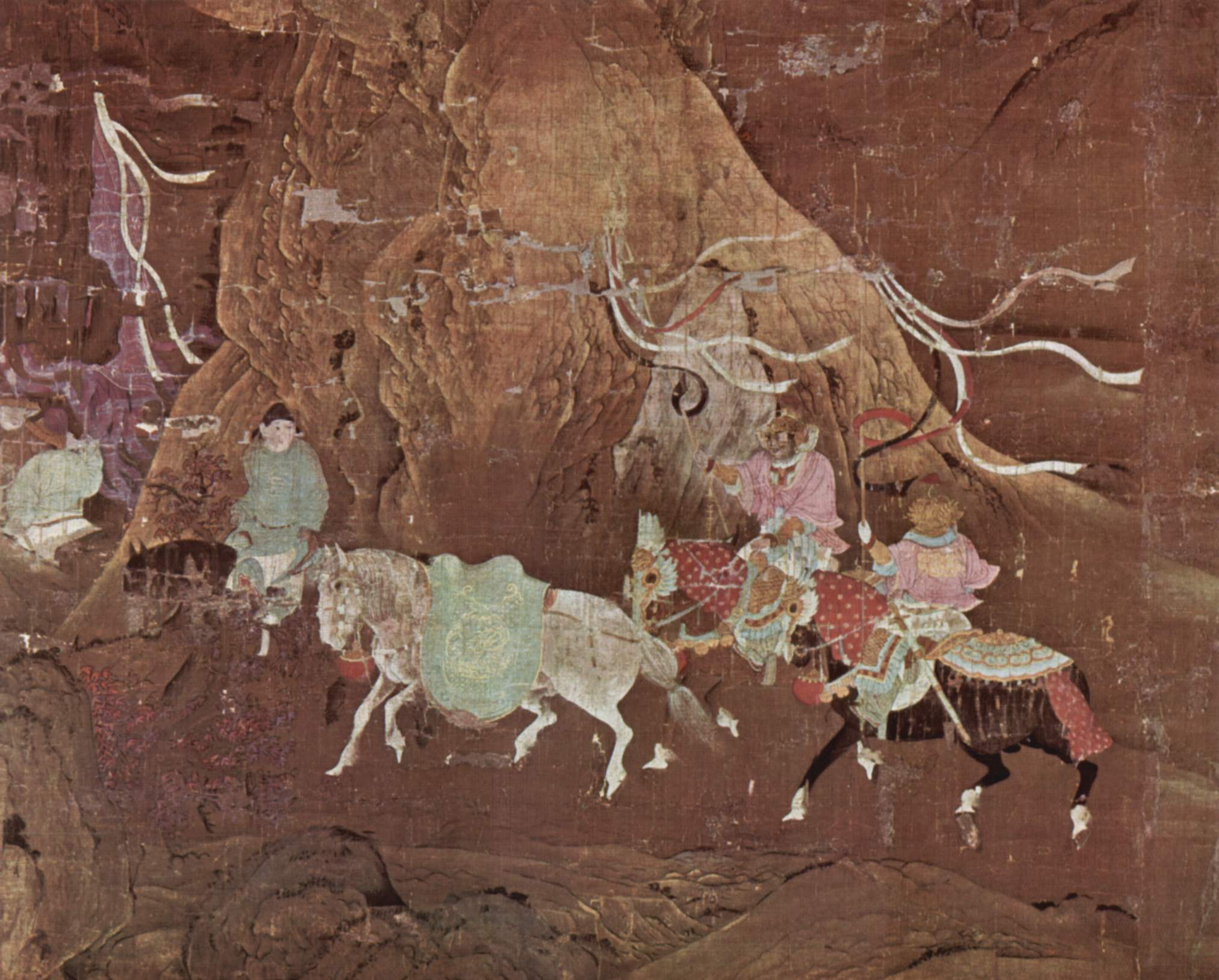
Sungská malba tří jezdců z 12. století. Metropolitní muzeum umění, New York.

Na rozdíl od řady jiných čínských států, říše Sung nekoncipovala svou vojenskou infrastrukturu a organizaci podle vzoru severních kočovných armád, jako byli dřívější Sien-pejové nebo pozdější Mongolové. Pouze dvakrát byly v sungské armádě použity nečínské jezdecké jednotky: v počátcích říše při tažení císaře Tchaj-cu a později ve 13. století mongolští přeběhlíci, kteří přešli na sungskou stranu. Říše Kitanů a Tangutů kontrolovaly většinu z pastvin a stepí na severu, Sungové měli proto nedostatek koní vhodných pro jezdectvo. Ke zmírnění tohoto nedostatku, státníci jako Wang An-š' prosazovali těsnější vazby s Tibetem; výměna čaje za koně s Tibeťany pokračovala i v pozdějších staletích za říše Ming.
Nicméně, Sungové založili velké námořnictvo: v 10. století, ve válce za sjednocení Číny, a pak stálé námořnictvo ve 12. století. Mnoho ze sungských válečných lodí byly kolesové; některé sungské válečné koráby mohly nést až 1000 vojáků. Významným pokrokem sungské éry bylo vyzbrojení námořních lodí zbraněmi využívajícími střelný prach. Použití obrovských pontonových mostů bylo nezbytné k vítězství minimálně při jedné příležitosti – dobývání [říše Jižní Tchang] roku 974. Tehdy Sungové postavili velký pontonový most přes Jang-c’-ťiang; zatímco vojáci útočili, pontonový most sloužil jako dopravní prostředek pro posily a zásoby přepravované na druhý břeh řeky.